# Azorella
Azorella és un gènere de plantes amb flors dins la família Araliaceae, de vegades és considerat dins la família pròxima apiàcia. És originari d'Amèrica del Sud, Nova Zelanda i les Illes de l'Oceà del Sud.
Són petites mates arrodonides de creixement lent i de molta longevitat que creixen a les muntanyes i el litoral subantàrtic. Diverses espècies es cultiven com planta ornamental en jardins de rocalla.